# Număr hiperreal
Sistemul de numere hiperreale este o extindere a numerelor reale spre a include unele clase de numere infinite și infinitezimale. Un număr hiperreal {\displaystyle x} se numește finit dacă și numai dacă {\displaystyle |x|<n} pentru unii intregi {\displaystyle n}. {\displaystyle x} se numește infinitezimal dacă și numai dacă {\displaystyle |x|<1/n} pentru toți întregii pozitivi {\displaystyle n}. Numerele hiperreale, denumite și numere reale nestandard, se notează cu *R și sunt practic o extensie a numerelor reale R care conține numere mai mari decât orice numere de forma
{\displaystyle 1+1+\cdots +1.\,}
Astfel de numere sunt infinite; contrariul lor îl constituie numerele infinitezimale. Numerele hiperreale respectă principiul transferului, care afirmă că propozițiile adevărate despre R sunt întotdeauna valabile și în *R. De exemplu, legea comutativității adunării, x + y = y + x, este valabilă nu numai pentru numerele reale, dar și pentru cele hiperreale.
Preocupările despre soliditatea logică a argumentelor privitoare la domeniul infinitezimalelor datează încă de la matematicienii greci din antichitate. Astfel, Euclid a folosit metode de demonstrație prin epuizare.
În anii 1960 Abraham Robinson a demonstrat că numerele hiperreale sunt autoconsistente logic, dacă și numai dacă și numerele reale sunt la fel. Aceasta a pus capăt temerilor că toate demonstrațiile pe infinitezimale ar putea fi șubrede. Condiția este că aceste demonstrații au fost tratate conform regulilor logice arătate de Robinson.
Aplicarea numerelor hiperreale, și în special a principiului transferului la problemele de analiză matematică, a fost denumită analiza nestandard⁠(d). Unii cercetători găsesc că aceasta este mai intuitivă decât analiza standard din domeniul numerelor reale.